# 晶選集
《晶選集》為陶晶瑩於2001年10月16日發行的個人第二張精選專輯，收录三首新歌，包含一首重唱。

## 曲目
CD 1 爱创作
1. 游泳
2. 瘸鳥
3. 離開我
4. 愛喲
5. 天空不要為我掉眼淚
6. 我期待
7. 愛缺
8. 吻別
9. 太委屈
10. 姐姐妹妹站起來

CD 2 爱唱歌
1. 夢見
2. 給了我什麼呀
3. Blue
4. 年紀大了一點
5. 晚歸的男人
6. 我變了
7. 不要臉
8. 是不是聽你歌唱
9. 十天又三天
10. Stay